# فورت-لیبرتی
فورت-لیبرتی (به لاتین: Fort-Liberté) یک شهر در هائیتی است که در شهرستان شمال شرقی واقع شده‌است.

## خصوصیات
فورت-لیبرتی ۳۰٬۱۱۰ نفر جمعیت دارد و ۰ متر بالاتر از سطح دریا واقع شده‌است.

## نگارخانه

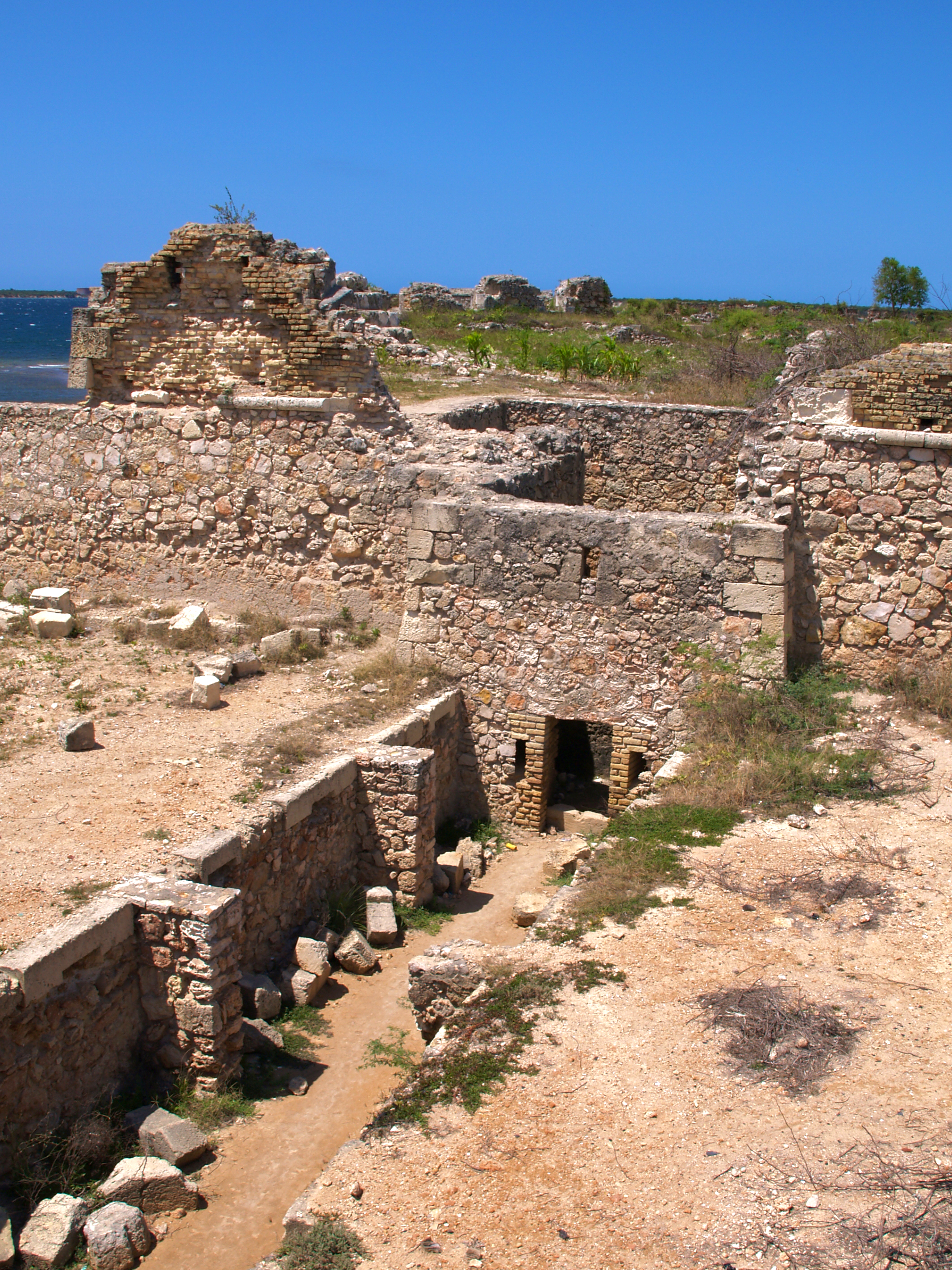
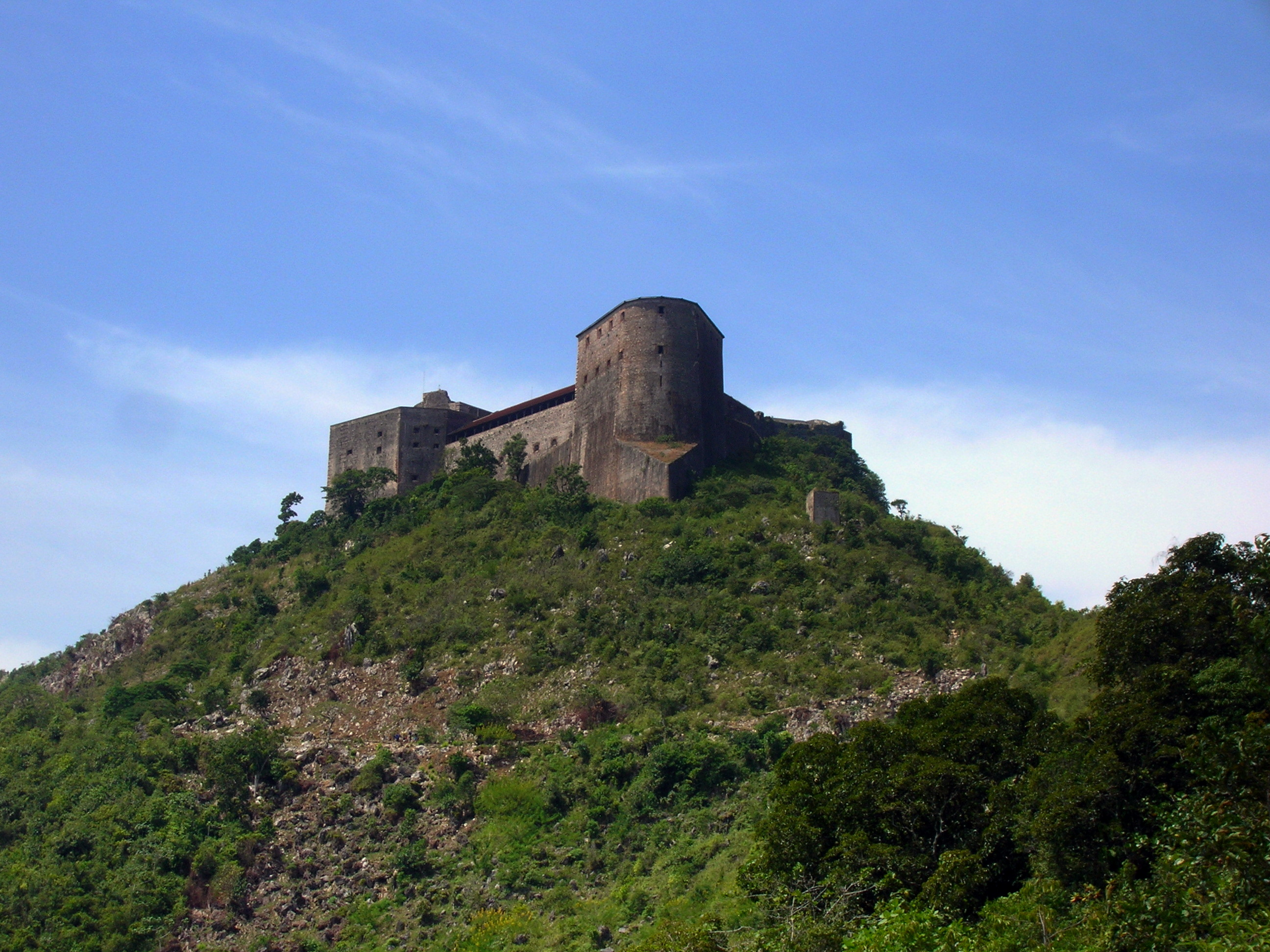